# Банкротство гражданина
Банкротство гражданина — объявление банкротом физического лица; признание неспособности физического лица удовлетворить требования кредиторов по денежным обязательствам с последующей реструктуризацией этих долгов или реализацией имущества для их погашения.
Изначально термин «Банкротство» относили только к юридическим лицам, которые объявляли себя банкротами. С введением в 2015 году дополнительной главы в Федеральный закон «О несостоятельности (банкротстве)» процедура банкротства стала возможна и для физических лиц. Так граждане, не способные выплатить долги кредиторам, смогли признавать себя банкротами, чтобы освободиться от денежных обязательств.
Это могут быть задолженности по:
- банковским кредитам,
- микрозаймам,
- налогам,
- штрафам,
- оплате услуг ЖКХ,
- распискам или договорам займа с другими физическими лицами,
- судебным решениям и т.д.

При признании гражданина банкротом привлекается арбитражный (финансовый) управляющий, следящий за законностью и защитой интересов всех участников дела. В отношении должника суд может ввести процедуру: реструктуризации долгов, реализацию имущества, либо прекратить производство по делу. Федеральный закон № 127-ФЗ устанавливает 2 условия банкротства физического лица, при которых суд принимает к рассмотрению дело о банкротстве гражданина вне зависимости от того, кто именно подает заявление:
- общая сумма задолженности составляет более 500 тысяч рублей,
- существует просрочка по обязательствам в течение 3 месяцев.

Обращение в суд с заявлением о признании банкротом не во всех случаях является только лишь правом гражданина. Законодательство разграничивает ситуации, когда физическое лицо вправе инициировать свое банкротство, а когда обязано это сделать.
Если задолженность менее 500 тысяч рублей, но при этом гражданин не в состоянии её погасить и является неплатежеспособным, тогда он сам может решить, подавать заявление или нет.
На наличие неплатежеспособности указывают следующие признаки:
- полное прекращение исполнения денежных обязательств, срок по которым уже наступил,
- существует просрочка более чем 10% всех обязательств в течение 1 месяца,
- стоимость имущества меньше, чем размер задолженности,
- судебными приставами вынесено постановление о прекращении исполнительного производства по причине отсутствия имущества для взыскания.

Также допускается объявить себя банкротом физическому лицу, если есть обстоятельства, которые препятствуют исполнению обязательств. Например, если гражданина уволили с работы, он тяжело заболел, пострадал от порчи собственности, стихийных бедствий и пр.
Процедура банкротства физического лица включает в себя нескольких этапов и длится от нескольких месяцев до нескольких лет. На сроки влияет размер задолженности, наличие у должника имущества, выбор процедуры для ликвидации обязательств и др.

## По странам
В отчёте DICE 2006 года, проведённом мюнхенским IFO Economic Research, сравнивалось банкротство гражданина в отдельных странах ОЭСР.

### Россия
Процедура банкротства гражданина была введена Х главой в Федеральный закон Российской Федерации № 127-ФЗ «О несостоятельности (банкротстве)» 1 октября 2015 года. Согласно Закону, гражданин обязан обратиться в арбитражный суд с заявлением о признании его банкротом в случае, если исполнение обязательств перед одними кредиторами приведёт к невозможности исполнения обязательств перед другими кредиторами. При этом размер таких обязательств в совокупности должен составлять не менее 500 000 рублей. Закон требует обращения с иском о личном банкротстве не позднее тридцати рабочих дней со дня, когда гражданин узнал о собственной несостоятельности, но на практике это требование фактически не исполняется. При рассмотрении дела о банкротстве применяются три процедуры — реструктуризация долга, реализация имущества и мировое соглашение.
Федеральным законом определены следующие признаки неплатёжеспособности граждан (для признания физического лица банкротом достаточно признания судом хотя бы одного из них):
- гражданин прекратил расчеты с кредиторами (перестал исполнять обязательства, срок исполнения которых наступил);
- гражданином в течение более чем одного календарного месяца не исполнено более 10% от общей суммы его обязательств;
- размер задолженности гражданина превышает стоимость его имущества и прав требования;
- исполнительное производство в отношении гражданина прекращено в связи с отсутствием у него имущества, на которое может быть наложено взыскание.

У процедуры банкротства гражданина в России имеется ряд проблем. Так для подачи заявления о банкротстве необходимо собрать множество документов, что зачастую бывает проблематично. Арбитражные управляющие зачастую не имеют желания участвовать в деле о банкротстве из-за небольшой оплаты их труда. СРО арбитражных управляющих просто отказывают в предоставлении кандидатуры на роль финансового управляющего, если гражданин указал в заявлении это СРО без предварительной договорённости (что предполагает доплату). По оценкам юристов, стоимость процедуры банкротства в среднем составляет от 150 до 200 тысяч рублей, что может быть слишком дорогостоящим для физического лица.
С 1 сентября 2020 года в России появился вариант внесудебного банкротства граждан, который также имеет ряд своих плюсов и минусов. В частности, упрощенное банкротство возможно при соблюдении 3 условий: задолженность в пределах 50 000 — 500 000 руб., закрытое исполнительное производство в связи с отсутствием у должника имущества и на момент подачи заявления нет нового открытого исполнительного производства, а также у должника не должно быть никаких официальных доходов.

### США
В США одни и те же главы Кодекса о банкротстве применяются как при личных, так и при корпоративных банкротствах. Большинство обанкротившихся лиц проводит процедуру банкротства в соответствии с главой 13 (план «реорганизации») или главой 7 («ликвидация» активов должника). В более редких случаях процедуры личного банкротства проводятся в соответствии с главой 11. Конечной целью личного банкротства, с точки зрения должника, является получение освобождения от банкротства.

### Канада
Концепция банкротства в Канаде заключается в том, что физическое лицо передаёт всё, что ему принадлежит, управляющему в деле о банкротстве в обмен на ликвидацию его необеспеченных долгов.
Правила подачи заявления о банкротстве в каждой провинции и территории немного различаются. В некоторых районах Канады физическим лицам может быть разрешено оставить определённую собственность, в частности, одежду, мебель, бытовые приборы, автомобили, медицинские и стоматологические приспособления, дом, семейные реликвии, некоторые страховки и всё, что может потребоваться должнику для выживания. Личное банкротство устраняет большую часть долгов (либо все долги) физического лица, но также влияет на его будущую возможность получать кредиты.
Стоимость банкротства гражданина в Канаде зависит от ежемесячного дохода семьи, размера семьи и её активов. Альтернативой банкротству гражданина (в Канаде) является потребительское предложение. Другой вариант в Канаде — консолидация долга. Независимо от того, какой вариант будет выбран, имеется возможность обратиться к управляющему в деле о банкротстве для бесплатной консультации.

### Израиль
Банкротство гражданина в Израиле регулируется Законом о несостоятельности и реабилитации 2018 года. Производство по делу о несостоятельности ниже 150 000 шекелей полностью осуществляется Управлением по обеспечению соблюдения и взысканию. Производство по делу о несостоятельности свыше 150 000 шекелей производится управляющим в деле о несостоятельности и, в случае необходимости, в суде по дальнейшим, более конкретным вопросам. Одновременно с выдачей распоряжения о возбуждении производства по делу о несостоятельности управляющий в деле о несостоятельности назначает доверительного управляющего должника, и проводится ревизия, в ходе которой изучаются экономические возможности должника и его поведение (за последние 12 месяцев). В конце этого аудита составляется план платежей, по окончании которого должник получает выписку. Сценарий по умолчанию — это период оплаты в три года, однако суд оставляет за собой право увеличивать или уменьшать этот период в зависимости от обстоятельств дела. Если должник не имеет доказанной финансовой способности платить кредиторам, ему может быть предоставлено немедленное погашение. С 1996 года израильский закон о личном банкротстве перешёл на относительно благоприятному для должника режиму, мало чем отличающемуся от американской модели.